# Tomáš Zdechovský
Tomáš Zdechovský (ur. 2 listopada 1979 w miejscowości Havlíčkův Brod) – czeski przedsiębiorca, konsultant polityczny, publicysta oraz polityk, poseł do Parlamentu Europejskiego VIII, IX i X kadencji.

## Życiorys
W 1998 ukończył szkołę średnią w mieście Ledeč nad Sázavou. W 2004 został absolwentem wydziału teologicznego Uniwersytetu Południowoczeskiego w Czeskich Budziejowicach, a w 2008 uzyskał magisterium z zakresu dziennikarstwa na Uniwersytecie Masaryka. Od 2000 do 2005 był związany z chrześcijańskim portalem internetowym Christnet.cz, m.in. jako jego redaktor naczelny. Zajął się prowadzeniem własnej działalności gospodarczej, m.in. zakładając przedsiębiorstwo działające w branży PR. Został również wykładowcą zarządzania sytuacjami kryzysowymi i komunikacji kryzysowej, a także doradcą w zakresie marketingu politycznego i prowadzenia kampanii wyborczych.
Opublikował zbiory wierszy, tj. Ze zahrady mé milé (2008), Odpusť mým rtům (2009), Intimní doteky (2010) i Kapka (2016) oraz powieść Nekonečné ticho (2013).
Zaangażował się również w działalność partyjną, wstępując do Unii Chrześcijańskiej i Demokratycznej – Czechosłowackiej Partii Ludowej. W 2006 zarządzał zwycięską senacką kampanią wyborczą Petra Pitharta. Był też m.in. konsultantem eurodeputowanej Zuzany Roithovej i kierownikiem partyjnego komitetu regionalnego w kraju pardubickim. W 2009 bez powodzenia kandydował do Parlamentu Europejskiego z 14. miejsca listy ludowców. W 2014 został wybrany na eurodeputowanego VIII kadencji, startując tym razem z 3. miejsca na liście KDU-ČSL. W wyborach w 2019 i 2024 z powodzeniem ubiegał się o reelekcję.
W 2020 został wybrany na jednego z zastępców przewodniczącego KDU-ČSL.